# Alphons Hustinx
Alphons Hustinx (Maastricht, 13 oktober 1900 – (Horn, 27 maart 1972) was een Nederlands fotograaf, cineast en journalist.

## Biografische schets
Alphons Hustinx groeit op in een welgesteld gezin: zijn vader (Alphonse Marie Ernest Hubert Hustinx, 1875-1937) is directeur van de Twentsche Bank in Maastricht. Als tiener is hij al geïnteresseerd in fotografie en hij krijgt hierin een stoomcursus van een vriend van de familie. Op wens van zijn vader gaat Hustinx in 1922 Rechten studeren aan de Katholieke Universiteit Nijmegen. Maar de wijde wereld lonkt. In 1928, nog voordat hij afstudeert, maakt hij zijn eerste reis: hij vertrekt met zijn vriend Theo Regout en een studiegenoot naar Polen. Als hij in 1930 afstudeert als jurist besluit hij zijn passie voor reizen met zijn liefde voor fotografie te combineren en hij kiest voor een carrière als fotojournalist. Hustinx onderneemt vervolgens meerdere grote reizen en doet verslag voor kranten als De Maasbode en De Telegraaf. 1932 reist hij met zijn vriend Theo Regout met de auto, een A-Ford, van Maastricht naar Afghanistan.
Wanneer in 1936 de eerste kleuren (dia-) films op de markt verschijnen, stort Hustinx zich enthousiast op de mogelijkheden die de kleurenfotografie biedt. Spoedig filmt hij ook in kleur. Hij neemt zijn camera mee wanneer hij vanaf 1938 heel Nederland doorkruist om in filmzalen en theaters zijn reisfilms te vertonen en om lezingen te geven. Ook als de oorlog uitbreekt blijft Hustinx door Nederland trekken documenteert hij  het leven in Nederland tijdens de bezetting. In 1985 verscheen het boek De oorlog in kleur: Hustinx reist door Nederland 1939-1946, gebaseerd op zijn kleurenfotocollectie. Het NIOD Instituut voor Oorlogs-, Holocaust- en Genocidestudies heeft ruim 1500 kleurendia's uit de oorlogsjaren van Alphons Hustinx verworven. Deze kleurenfoto's zijn online te raadplegen via de Beeldbank WO2.

## Tentoonstellingen
- 27 januari t/m 5 maart 2006: Expositie Alphons Hustinx in het Limburgs Museum te Venlo
- 19 maart t/m 29 oktober 2006: Expositie Alphons Hustinx in het Fries Verzetsmuseum te Leeuwarden
- 28 april t/m 9 september 2018: Alphons Hustinx, perspectief van een reiziger, Fotomuseum Den Haag.